# Дивна відпустка
«Дивна відпустка» — радянський трисерійний телефільм 1980 року, знятий режисерами Миколою Засєєвим-Руденком, Ігорем Вєтровим на Кіностудії ім. О. Довженка.

## Сюжет
Сюжет картини — про проблеми, з якими стикаються новосели. Входячи до нових квартир, вони починають ремонтувати все, до чого не дійшли руки будівельників. В одному з таких будинків за власним бажанням проведе свою дивну відпустку виконроб Алексєєв, усуваючи будівельний брак.

## У ролях
- Микола Олялін — Павло Іванович Алексєєв, виконроб
- Наталія Сумська — Ніна Круглікова
- Іван Гаврилюк — Ігор Миколайович
- Юрій Саранцев — Степан Денисович
- Федір Шмаков — Федір Іванович, парторг
- Володимир Кузнецов — Олексій Куликов, ланковий
- Ірина Калиновська — Інга
- Юрій Бєлов — Юрій Сергійович Єгоркін
- Юрій Крітенко — Євген Анатолійович
- Ірина Буніна — ревізор
- Володимир Трошин — Уралов, диригент
- Володимир Волков — роль другого плану
- Георгій Єпіфанцев — Борис Михайлович, перший секретар міськкому партії
- Тетяна Кречетова — Марійка
- Віктор Байков — юрист, мешканець нового будинку
- Юрій Богатирьов — лейтенант Єфремов
- Юрій Пузирьов — постачальник
- Євгенія Ханаєва — Ганна Спиридонівна
- Петро Чернов — начальник ЖЕКу
- Олександр Михайлов — Олександр Павлович
- Олександр Мілютін — водій
- Ольга Красікова — молодий спеціаліст
- Микола Малашенко — Юрій
- Валерій Наконечний — роль другого плану
- Сергій Пономаренко — будівельник
- Тетяна Антонова — будівельник
- Юрій Рудченко — Сурмич
- Василь Фущич — Василь Васильович
- Микола Гудзь — постачальник
- Михайло Ігнатов — водій
- Валентин Кобас — водій
- Олександр Мішин — будівельник
- Олександр Пархоменко — водій
- Леонід Марченко — учасник наради
- Валерій Пушкарьов — активіст
- Неллі Пшенна — секретар
- Василь Хорошко — учасник наради

## Знімальна група
- Режисери — Микола Засєєв-Руденко, Ігор Вєтров
- Сценарист — Лев Лондон
- Оператор — Олександр Піщиков
- Асистент режисера: І.Камінський
- Асистент оператора: Володимир Довгальов
- Асистент художника: В.Рожков
- Композитор — Володимир Бистряков
- Художник — Виктор Мігулько